# Білоруська Вікіпедія (офіційним правописом)
Білоруська Вікіпедія (офіційним правописом; біл. Беларуская Вікіпедыя) — розділ Вікіпедії офіційним правописом білоруської мови. Вікіпедія офіційним правописом білоруської мови станом на 16 серпня 2025 року містить 255 285 статей, 154 773 зареєстрованих користувачів, 256 активних дописувачів, 7 адміністраторів
. Загальна кількість сторінок у Вікіпедії офіційним правописом білоруської мови — 715 654, редагувань — 5 015 290, завантажених файлів — 3513
. Глибина (рівень розвитку мовного розділу) Вікіпедії офіційним правописом білоруської мови мала і становить 22.8 пунктів
.
За кількістю статей перебуває на 45-му місці серед усіх мовних розділів та на 9-му серед слов'яномовних розділів Вікіпедії (між словацькою та хорватською Вікіпедіями).

## Історія

### 2004—2007
З моменту свого створення — 6 квітня 2004 року і до 26 березня 2007 року існувала єдина білоруська Вікіпедія, де співіснували дві норми правопису білоруської мови: класичний правопис («тарашкевиця») та офіційний правопис («наркомівка»).
Перший запис у єдиній білоруській Вікіпедії на головній сторінці з'явився 6 квітня 2004 року. Перші статті — 12 серпня. Начерки перших статей Мінськ та Білорусь зробив Володимир Катковський (користувач Rydel), що став одним із двох перших адміністраторів білоруської Вікіпедії. Станом на березень 2007 року у білоруській Вікіпедії було близько 6700 статей.
Від початку свого існування білоруська Вікіпедія використовувала переважно класичний правопис білоруської мови (тарашкевицю), яким послуговується більшість білоруськомовної інтернет-спільноти. У той же час у єдиній білоруській Вікіпедії були статті, написані офіційним правописом білоруської мови. Співіснування в межах одного проєкту не задовільняло прихильників офіційного правопису, і вони подали запит на створення альтернативної Вікіпедії. Через певний час — у березні 2007 року — єдина білоруська Вікіпедія була розділена на дві — з класичним та з офіційним правописами, а 26 березня 2007 року, відповідно до рішення мовного підкомітету фонду Вікімедіа, розділ Вікіпедії класичним правописом перейменовано з піддомену третього рівня «be», який передали Вікіпедії офіційним правописом, в «be-x-old». Наразі доменом Білоруської Вікіпедії з класичним правописом є be-tarask.
- Серпень 2004 — створена 100-та стаття[2].
- Лютий 2005 — створена 1 000-на стаття[2].

### З 2007 року

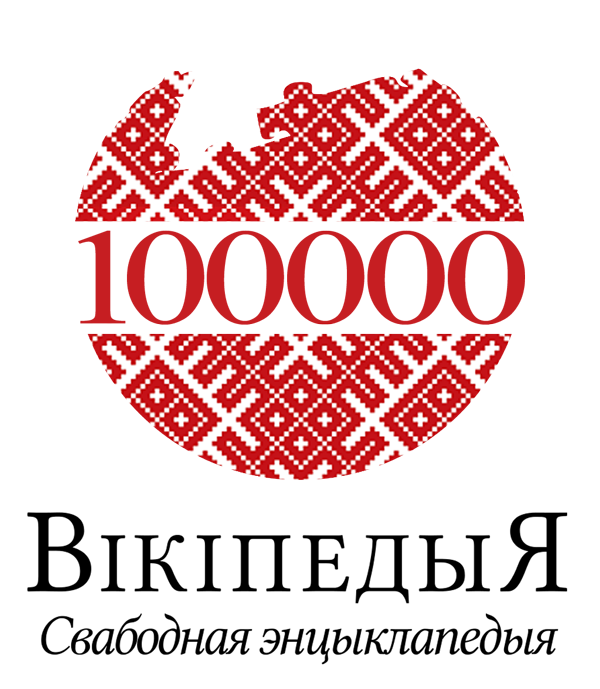
Логотип Білоруської Вікіпедії на честь написання 100-тисячної статті

Логотип Білоруської Вікіпедії після написання 200-тисячної статті

Після розділення спільної білоруської Вікіпедії, до білоруської Вікіпедії офіційним правописом було перенесено близько 3500 статей з Вікіінкубатора, де їх писали прихильники «наркомівки».
- 15 березня 2008 року створена 10-тисячна стаття.
- 16 листопада 2010 кількість статей досягла 25 000.
- 17 червня 2011 кількість статей досягла 30 000.
- 21 березня 2012 кількість статей досягла 40 000.
- 15 вересня 2012 кількість статей досягла 50 000.
- 31 травня 2013 кількість статей досягла 60 000.
- 12 березня 2014 кількість статей досягла 70 000.
- 28 серпня 2015 кількість статей досягла 100 000.
- 31 січня 2018 білоруська Вікіпедія перетнула позначку у 150 000.
- 31 грудня 2020 білоруська Вікіпедія перетнула позначку у 200 000.

Станом на грудень 2014 року у цьому мовному розділі Вікіпедії було 79 добрих статей.
У 2025 році в Білорусі були затримані адміністратори білоруської Вікіпедії — Ольга Ситник та Максим Лепушенко, яких білоруські правозахисні організації визнали політичними в’язнями.

## Статистика переглядів за країнами
| Білоруська Вікіпедія | Білоруська Вікіпедія | Білоруська Вікіпедія | Білоруська Вікіпедія | Білоруська Вікіпедія |
| -------------------- | -------------------- | -------------------- | -------------------- | -------------------- |
|                      |                      |                      |                      |                      |
| Білорусь             | Білорусь             |                      | 33.3%                | 33.3%                |
| США                  | США                  |                      | 18.5%                | 18.5%                |
| Франція              | Франція              |                      | 16.9%                | 16.9%                |
| Німеччина            | Німеччина            |                      | 9.1%                 | 9.1%                 |
| Велика Британія      | Велика Британія      |                      | 6.1%                 | 6.1%                 |
| КНР                  | КНР                  |                      | 3.2%                 | 3.2%                 |
| Нідерланди           | Нідерланди           |                      | 3.1%                 | 3.1%                 |
| Інші                 | Інші                 |                      | 13.2%                | 13.2%                |